# Henry Russell (csillagász)
Henry Norris Russell (Oyster Bay, New York, 1877. október 25. – Princeton, New Jersey, 1957. február 18.) amerikai csillagász.

## Pályafutása
A Princetoni Egyetemen szerzett doktori fokozatot. A Cambridge-i Egyetem obszervatóriumában végzett gyakorlati munka után visszatért Princetonba. 1912-től az egyetem obszervatóriumának igazgatója. A Mount Wilson obszervatóriumban évente külön megfigyeléseket végzett. 1947-ben vonult nyugdíjba.

## Tudományos munkái
- Einar Hertzsprungtól függetlenül megszerkesztette a csillagtípusok osztályba sorolására alkalmas szín-fényesség diagramot, amit Hertzsprung–Russell-diagram méven ismerünk.
- Harlow Shapleyvel végzett elemzések során a kettőscsillagok fogyatkozásának méréseivel sikerült meghatározniuk a csillagok tömegét.
- Kidolgozta a csillagfejlődés elméletét.

## Írásai
Az amerikai csillagászok közösségében domináns szerepet játszott mint tanár, író és tanácsadó.